# Limnephilus diversus
Limnephilus diversus är en nattsländeart som först beskrevs av Banks 1903.  Limnephilus diversus ingår i släktet Limnephilus och familjen husmasknattsländor. Inga underarter finns listade i Catalogue of Life.